# Solfuro di cadmio
Il solfuro di cadmio è un composto a reticolo covalente di cadmio e di zolfo.
A temperatura ambiente si presenta come un solido di colore giallo-arancio. È un composto tossico, pericoloso per l'ambiente.

## Mineralogia
I minerali del solfuro di cadmio sono la Hawleyite e la Greenockite. È però molto più facile trovarlo come impurità in minerali zincosi come la sfalerite e la wurtzite.

## Sintesi
Il solfuro di cadmio può essere ottenuto per reazione di scambio ionico tra sali e composti di Cadmio(II) e solfuri, come ad esempio ossido di cadmio ed acido solfidrico:
CdO + H2S → CdS↓ + H2O
Questa tecnica veniva usata in passato per l'analisi gravimetrica e l'analisi organica qualitativa.

## Applicazioni
Il solfuro di cadmio viene a volte utilizzato negli esposimetri, siccome reagisce diminuendo la resistenza elettrica se esposto alla luce. Lo svantaggio principale è che reagisce con lentezza ed è soggetto all'effetto memoria delle letture precedenti, specie se ravvicinate. Viene anche utilizzato nella produzione di pigmenti: il precipitato di CdS viene lavato da eventuali altri sali di cadmio e riscaldato ad alte temperature (calcinazione) per convertirlo nella sua forma esagonale, per poi essere macinato e ridotto in polvere. 

Un altro pigmento, a base di solfoseleniuro di cadmio, viene prodotto durante la calcinazione del solfuro di cadmio con il seleniuro di cadmio.

Sottili film di solfuro di cadmio compongono a volte le fotoresistenze.
Viene inoltre usato per creare i punti quantici.

## Microbiologia
Il solfuro di cadmio è uno dei componenti del metabolismo dei batteri solforiduttori.